# Nichlas Hardt
Nichlas Hardt, född 6 juli 1988 i Köpenhamn, är en dansk före detta professionell ishockeyspelare. Han har representerat det danska landslaget i både ungdoms-, junior-, och seniorsammanhang. Hardt spelade totalt tio världsmästerskap och var med i Danmarks samtliga VM-trupper mellan 2008 och 2013.
Mellan 2005 och 2008 spelade han för Herlev i Superisligaen, innan han avslutade säsongen 2007/08 med finska Tappara i Liiga. Han vann ett brons med Tappara och skrev säsongen därpå på för Malmö Redhawks i Hockeyallsvenskan, med vilka han tillbringade tre säsonger. 2011 lämnade han Malmö för att återigen spela i Liiga – denna gång med Jokerit, som han 2012 tog sitt andra finska brons med.
Efter tre säsonger i Finland skrev han i början av 2014 på för Linköping HC i SHL. I slutet av mars 2016 meddelades det att han återvänt till Malmö Redhawks, som nu avancerat till SHL. Mellan januari och mars 2019 spelade han för Växjö Lakers HC, innan han i september 2019 anslöt till IK Oskarshamn. Han återvände till Linköping HC och avslutade säsongen 2019/20 med klubben, innan det i augusti 2020 meddelades att han återvänt hem till Danmark för spel med Rungsted Seier Capital. Han avslutade sin ishockeykarriär genom att i Danmark de två följande säsongerna ta ett guld och ett silver.

## Karriär

### Klubblagskarriär
Hardt påbörjade sin hockeykarriär med Rødovre SIK i Köpenhamn. Inför säsongen 2005/06 värvades han till Herlev och fick spela i Danmarks högsta serie, Superisligaen. Säsongen därpå producerade Hardt 27 poäng på 33 matcher (13 mål, 14 assist) och blev utnämnd till årets rookie. Efter ytterligare en säsong med Herlev, avslutade han säsongen med Tammerforslaget Tappara och blev därmed första danska spelaren någonsin i FM-ligan. Efter elva matcher i slutspelet noterades Hardt för totalt sju poäng (fyra mål, tre assist) och vann ett finskt brons.
Inför säsongen 2008/09 anslöt han till Malmö Redhawks i Hockeyallsvenskan. Hardt gjorde debut i Hockeyallsvenskan den 17 september 2008 i en 8–0-seger mot IK Oskarshamn. I sin andra match, den 17 september, gjorde han hat trick då Malmö besegrade Borås HC med 1–6. Totalt noterades han för 27 poäng på 44 grundseriematcher (12 mål, 15 assist). Säsongen därpå förlängde han sitt avtal med klubben med två år och gjorde sin dittills poängmässigt bästa säsong med 42 poäng på 52 grundseriematcher (19 mål, 23 assist). Säsongen 2011/11 kom att bli Hardts sista i Malmö. Han fick den andra delen av säsongen spolierad på grund av skada och spelade endast 38 grundseriematcher. Han var dock tillbaka i spel i slutet av grundserien och gjorde den 2 februari 2011 ett hat trick då Malmö besegrade Tingsryds AIF med 5–0.
I april 2011 återvände Hardt till Finland då han skrivit ett ettårsavtal med Jokerit. Den 21 december 2011 meddelade klubben att man förlängt avtalet med Hardt med ytterligare två år. I grundserien vann han lagets interna poäng- och assistliga då han på 53 matcher stod för 41 poäng (16 mål, 25 assist). I det efterföljande slutspelet tog Jokerit brons sedan man slagit ut HIFK med 4–0 i kvartsfinal, förlorat semifinalen mot JYP med 4–1 och sedan vunnit bronsmatchen mot Esbo Blues med 4–3. På tio slutspelsmatcher noterades Hardt för fyra mål och två assist. Under sin andra säsong med Jokerit sjönk Hardts poängproduktion rejält. På 32 grundseriematcher stod han för sex mål och fyra assist. I mitten av december 2012 blev han under en match utlånad till Kiekko-Vanta i Mestis. Trots att Jokerit vann grundserien, slogs man ut i kvartsfinalserien med 4–2 i matcher mot Lukko, som var det sista laget att ta sig till slutspel. På dessa sex matcher noterades Hardt för fyra assistpoäng. Säsongen 2013/14 kom att bli hans sista med Jokerit. Hardt var lagets främste målskytt i grundserien och stod för totalt 35 poäng på 57 matcher (16 mål, 19 assist). Jokerit slogs sedan ut i åttondelsfinal av HPK med 2–0 i matcher.
I april 2014 bekräftades det att Hardt skrivit på ett tvåårskontrakt för Linköping HC i SHL. Den 22 september 2014 gjorde han sitt första SHL-mål, på Cristopher Nihlstorp, då Linköping föll mot Växjö Lakers med 3–5. I slutet av samma år ådrog han sig en revbensskada och missade sju seriematcher. På 47 grundseriematcher stod han för 23 poäng (8 mål, 15 assist). I det efterföljande slutspelet slogs Linköping ut i semifinalserien av Skellefteå AIK med 4–1 i matcher. Dessförinnan hade laget slagit ut HV71 i kvartsfinal med 4–2. Hardt var, tillsammans med Broc Little och Jacob Micflikier, lagets främste målskytt med fem mål på elva slutspelsmatcher. Säsongen därpå ådrog sig Hardt ännu en skada, i november 2015, som tvingade honom bort från spel i över en månads tid. Han missade totalt nio matcher och gjorde comeback den 28 december 2015. I början av januari 2016 ådrog han sig en ny skada och missade därefter 13 matcher. Totalt spelade han 30 grundseriematcher och noterades för nio mål och tio assist. I SM-slutspelet slogs Linköping omgående ut av Växjö Lakers Hockey med 4–2 i kvartsfinalserien.
I slutet av mars 2016 meddelades det att Hardt återvänt till Malmö Redhawks efter att ha skrivit på ett treårskontrakt för klubben. Därefter gjorde han sin dittills poängmässigt sämsta säsong i SHL då han på 47 grundseriematcher noterades för 15 poäng (fem mål, tio assist). Laget lyckades dock ta sig till sitt första SM-slutspel sedan säsongen 2001/02 och slog ut både Luleå HF och Växjö Lakers, innan man besegrades av HV71 i semifinal. I slutspelet var Hardt Malmös bästa poänggörare med fyra mål och sju assist på 13 matcher. Under sin andra säsong i Malmö ådrog han sig en skada i början av november 2017, vilken höll honom borta från spel i över en månads tid. Den 25 januari 2018 noterades Hardt för fyra mål i en 6-1-seger mot Örebro HK. Det var första gången sedan 1999 en Malmöspelare gjorde fyra mål i en och samma match i Sveriges högsta serie. Han missade därefter nästan hela slutspelet på grund av ytterligare en skada, och spelade därför endast en match. Säsongen 2018/19 kom att bli Hardts sista med Malmö. Efter att ha fått begränsat med speltid och ibland stått utanför truppen, meddelades det den 29 januari 2019 att Hardt lämnat klubben. Dagen därpå bekräftade seriekonkurrenten Växjö Lakers HC att man värvat Hardt, i utbyte mot Pontus Netterberg.
Den 7 september 2019 meddelades det att Hardt skrivit ett ettårsavtal med IK Oskarshamn. Hardt spelade 31 grundseriematcher för klubben och stod för två mål och sex assistpoäng innan det den 8 februari 2020 meddelades att han återvänt till Linköping HC i utbyte mot Filip Karlsson. Efter säsongens slut stod det klart att Hardt lämnat Linköping och den 3 augusti 2020 meddelades det att Hardt återvänt till dansk ishockey efter 13 säsonger utomlands. Hardt skrev ett treårsavtal med Rungsted Seier Capital i Superisligaen. Den följande säsongen kom att bli Hardts poängmässigt bästa dittills då han på 47 grundseriematcher noterades för 53 poäng, varav 26 mål. Rungsted vann grundserien och tog sig sedan till final i det efterföljande slutspelet där man besegrade Aalborg Pirates. Denna säsong blev Hardt också uttagen till ligans All Star-lag. Hardt missade en stor del av grundserien säsongen 2021/22 och spelade endast 14 grundseriematcher. I slutspelet tog sig Rungsted åter till final, denna gång besegrades man dock av Aalborg Pirates med 4–1 i matcher. På 17 slutspelsmatcher noterades Hardt för elva poäng, varav fem mål. Kort efter säsongens slut meddelade Hardt den 12 maj 2022 att han avslutat sin ishockeykarriär på grund av skadeproblem.

### Internationellt

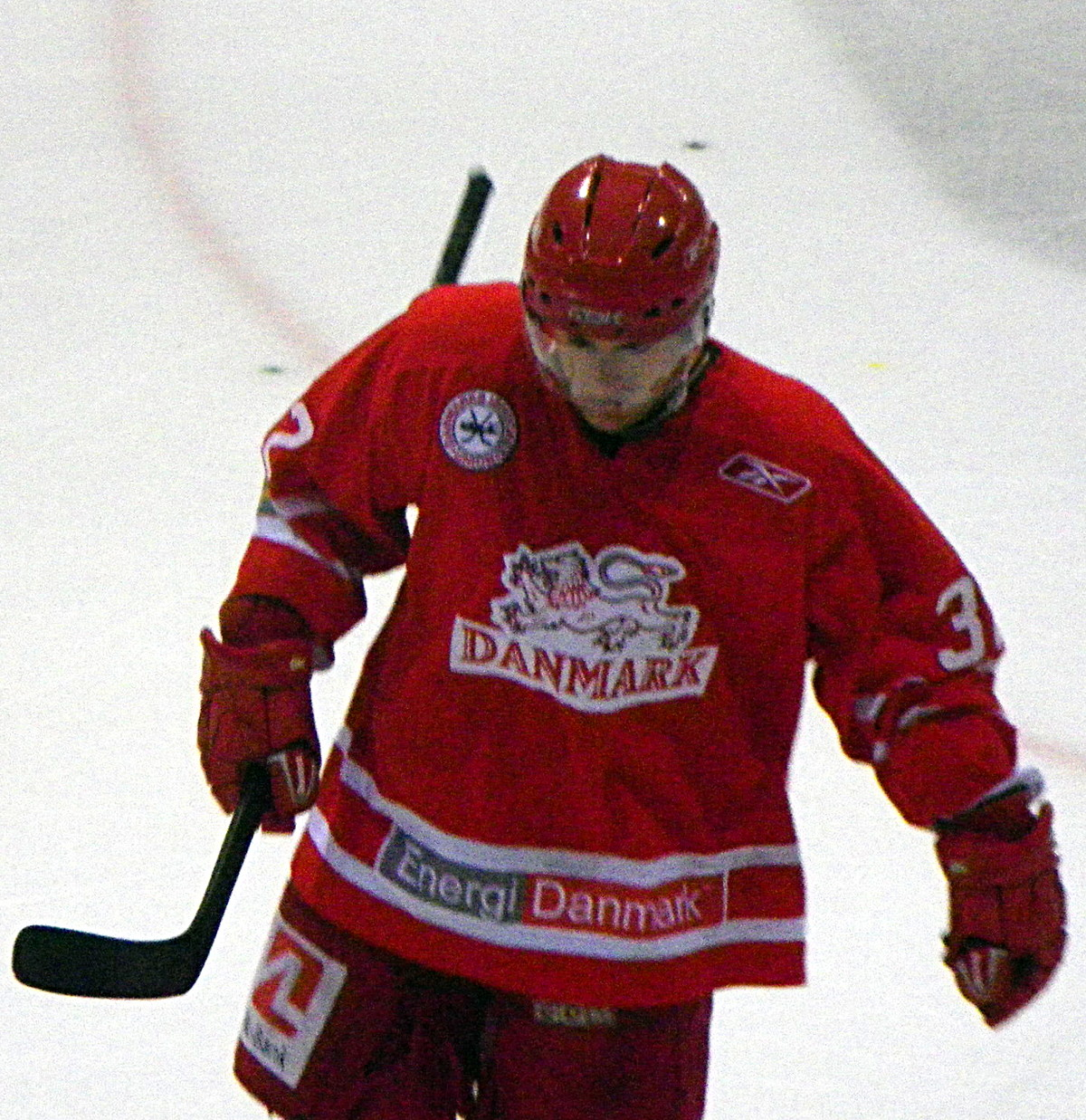
Nichlas Hardt med det danska landslaget 2010.

Hardt var med och representerade Danmark i U18-VM 2006. Danmark spelade i den näst högsta gruppen, Division 1. Danmark vann sina fyra första matcher och var ytterst nära att bli uppflyttade till den högsta serien. Man föll dock i den avgörande matchen mot Lettland, trots en tidig 3–0-ledning och två mål av Hardt. Totalt noterades han för elva poäng (fyra mål och sju assist) på fem matcher och var poängbäst i det danska laget. Året därpå var han med och spelade upp Danmarks J20-lag till högsta serien efter att ha vunnit fyra av fem matcher.
Mellan 2008 och 2013 var Hardt uttagen till samtliga VM-turneringar. Han var med 2010 i Tyskland då Danmark tog sig till sitt första VM-slutspel någonsin efter att ha besegrat stornationerna Finland, USA och Slovakien. 2015 var han åter med i Danmarks trupp då VM avgjordes i Tjeckien. Danmark lyckades inte nå slutspel och Hardt noterades för tre poäng på sju matcher (ett mål, två assist).
Vid VM i Tyskland och Frankrike 2017 gjorde Hardt sitt åttonde världsmästerskap. Danmark besegrade Slovakien, Tyskland och Italien i gruppspelsrundan, och föll i de fyra övriga matcherna. Man slutade därmed sexa i grupp A och missade slutspelet. På dessa sju matcher stod Hardt för tre mål och vann lagets interna skytteliga. Året därpå spelade Hardt VM i Danmark. I den sista gruppspelsmatchen ställdes Danmark mot Lettland om en direkt avgörande plats i slutspelet. Danmark föll med 1–0 och missade därmed slutspelet. Hardt stod totalt för tre poäng (varav två mål) på sju spelade matcher.
Hardt spelade sin tionde VM-turnering 2021 i Lettland. Laget inledde med att besegra Sverige med 4–3: detta var Danmarks första seger mot Sverige VM-sammanhang på elva försök sedan 2003. Danmark slutade på sjätte plats i grupp A och misslyckades att ta sig till slutspelet. På sju matcher stod Hardt för två assistpoäng.

## Statistik

### Klubbkarriär
| 2005–06                  | Herlev                   | Superisligaen            | 35  | 2  | 4  | 6   | 18  | —  | —  | —  | —  | —  |
| 2006–07                  | Herlev                   | Superisligaen            | 33  | 13 | 14 | 27  | 28  | —  | —  | —  | —  | —  |
| 2007–08                  | Herlev                   | Superisligaen            | 33  | 9  | 25 | 34  | 44  | —  | —  | —  | —  | —  |
| 2007–08                  | Tappara                  | Liiga                    | 6   | 1  | 0  | 1   | 2   | 11 | 4  | 3  | 7  | 2  |
| 2008–09                  | Malmö Redhawks           | HA                       | 44  | 12 | 15 | 27  | 22  | —  | —  | —  | —  | —  |
| 2009–10                  | Malmö Redhawks           | HA                       | 52  | 19 | 23 | 42  | 63  | 5  | 1  | 2  | 3  | 4  |
| 2010–11                  | Malmö Redhawks           | HA                       | 38  | 15 | 14 | 29  | 51  | —  | —  | —  | —  | —  |
| 2011–12                  | Jokerit                  | Liiga                    | 53  | 16 | 25 | 41  | 26  | 10 | 4  | 2  | 6  | 4  |
| 2012–13                  | Jokerit                  | Liiga                    | 32  | 6  | 4  | 10  | 14  | 6  | 0  | 4  | 4  | 4  |
| 2012–13                  | Kiekko-Vanta             | Mestis                   | 1   | 0  | 1  | 1   | 0   | —  | —  | —  | —  | —  |
| 2013–14                  | Jokerit                  | Liiga                    | 57  | 16 | 19 | 35  | 34  | 1  | 0  | 1  | 1  | 25 |
| 2014–15                  | Linköping HC             | SHL                      | 47  | 8  | 15 | 23  | 18  | 11 | 5  | 3  | 8  | 4  |
| 2015–16                  | Linköping HC             | SHL                      | 30  | 9  | 10 | 19  | 33  | 5  | 0  | 3  | 3  | 2  |
| 2016–17                  | Malmö Redhawks           | SHL                      | 45  | 5  | 10 | 15  | 16  | 13 | 4  | 7  | 11 | 6  |
| 2017–18                  | Malmö Redhawks           | SHL                      | 36  | 9  | 12 | 21  | 14  | 1  | 0  | 0  | 0  | 0  |
| 2018–19                  | Malmö Redhawks           | SHL                      | 28  | 2  | 3  | 5   | 6   | —  | —  | —  | —  | —  |
| 2018–19                  | Växjö Lakers HC          | SHL                      | 12  | 2  | 1  | 3   | 8   | 7  | 1  | 0  | 1  | 2  |
| 2019–20                  | IK Oskarshamn            | SHL                      | 31  | 2  | 6  | 8   | 31  | —  | —  | —  | —  | —  |
| 2019–20                  | Linköping HC             | SHL                      | 14  | 3  | 2  | 5   | 2   | —  | —  | —  | —  | —  |
| 2020–21                  | Rungsted Seier Capital   | Superisligaen            | 47  | 26 | 27 | 53  | 12  | 15 | 8  | 4  | 12 | 4  |
| 2021–22                  | Rungsted Seier Capital   | Superisligaen            | 14  | 3  | 1  | 4   | 0   | 17 | 5  | 6  | 11 | 4  |
| SHL totalt               | SHL totalt               | SHL totalt               | 243 | 40 | 59 | 99  | 128 | 37 | 10 | 13 | 23 | 14 |
| Superisligaen totalt     | Superisligaen totalt     | Superisligaen totalt     | 162 | 53 | 71 | 124 | 102 | 32 | 13 | 10 | 23 | 8  |
| FM-ligan totalt          | FM-ligan totalt          | FM-ligan totalt          | 148 | 39 | 48 | 87  | 76  | 28 | 8  | 10 | 18 | 35 |
| Hockeyallsvenskan totalt | Hockeyallsvenskan totalt | Hockeyallsvenskan totalt | 134 | 46 | 52 | 98  | 136 | 5  | 1  | 2  | 3  | 4  |

### Internationellt
| År            | Lag           | Turnering     | Matcher | Mål | Assists | Poäng | Utv. |
| ------------- | ------------- | ------------- | ------- | --- | ------- | ----- | ---- |
| 2006          | Danmark       | U18-VM D1     | 5       | 4   | 7       | 11    | 6    |
| 2007          | Danmark       | JVM D1        | 5       | 3   | 4       | 7     | 12   |
| 2008          | Danmark       | JVM           | 6       | 2   | 2       | 4     | 6    |
| 2008          | Danmark       | VM            | 6       | 0   | 0       | 0     | 2    |
| 2009          | Danmark       | VM            | 6       | 2   | 0       | 2     | 4    |
| 2010          | Danmark       | VM            | 7       | 0   | 0       | 0     | 6    |
| 2011          | Danmark       | VM            | 6       | 4   | 1       | 5     | 2    |
| 2012          | Danmark       | VM            | 7       | 2   | 2       | 4     | 0    |
| 2013          | Danmark       | VM            | 7       | 0   | 2       | 2     | 0    |
| 2015          | Danmark       | VM            | 7       | 1   | 2       | 3     | 4    |
| 2017          | Danmark       | VM            | 7       | 3   | 0       | 3     | 0    |
| 2018          | Danmark       | VM            | 7       | 2   | 1       | 3     | 4    |
| 2021          | Danmark       | VM            | 7       | 0   | 2       | 2     | 0    |
| Senior totalt | Senior totalt | Senior totalt | 67      | 14  | 10      | 24    | 22   |
| Junior totalt | Junior totalt | Junior totalt | 16      | 9   | 13      | 22    | 24   |